# Diretor (universidade)
O diretor é o chefe executivo e acadêmico de uma universidade ou colégio em certas partes da Comunidade das Nações.

## Canadá
Queen's University, as faculdades constituintes da Universidade de Toronto e Universidade McGill no Canadá têm diretores em vez de presidentes ou reitores, como resultado de suas origens escocesas. Além disso, a Universidade Bishop's e o Royal Military College of Canada também têm diretores.

## Inglaterra
Muitas faculdades de educação superior na Inglaterra têm um diretor responsável (por exemplo, Cirencester College e West Nottinghamshire College).
Na Universidade de Oxford, muitos dos chefes de faculdades são conhecidos como diretores, incluindo Brasenose, Green Templeton, Harris Manchester, Hertford, Jesus, Lady Margaret Hall, Linacre, Mansfield, St Anne, St Edmund Hall, St Hilda, St Hugh e Somerville. Na Universidade de Cambridge, os chefes do Homerton College e do Newnham College são conhecidos como diretores.
Na Universidade de Durham, os chefes da maioria das faculdades são conhecidos como diretores. Várias faculdades da Universidade de Londres são lideradas por um diretor: King's, St George's, Royal Holloway, Queen Mary, Royal Veterinary College, SOAS, Heythrop, Royal Academy of Music e Royal Central School of Speech and Drama.

## Escócia
Na Escócia, o diretor é nomeado pelo Tribunal Universitário ou órgão diretivo da Universidade e será o chairman ou presidente do corpo acadêmico. No caso das antigas universidades da Escócia, o diretor é o presidente do Senado Acadêmico. O diretor também detém o título de vice-chanceler, mas seus poderes em relação a essa posição se estendem apenas à concessão de diplomas, já que tanto o vice-chanceler quanto o chanceler são cargos titulares.